# 顺河街街道
顺河街街道，是中华人民共和国河南省漯河市源汇区下辖的一个乡镇级行政单位。

## 行政区划
顺河街街道下辖以下地区：
五一路社区、泰中路社区、东大街社区、建西社区和戏楼街社区。